# Luxemburgs statsskick
Luxemburgs statsskick är en parlamentarisk och konstitutionell monarki vilket styrs med hjälp av regeringschefen, premiärministern, statschefen och storhertigen. Regeringen utövar de nya lagar som presenteras av den verkställande makten. Den verkställande makten (Parlamentet) bestäms vid de allmänna valen vart femte år. Kammaren i parlamentet består av 60 ledamöter som utövar den lagstiftade makten. Kristdemokraterna har varit ett dominerande parti i Luxemburgs politiska historia och varit i regeringsställning sedan 1919. Sedan 2013 har regeringens makt skiftat från ett kristdemokratiskt styre till en koalition mellan liberaler, socialdemokrater och miljöpartister.

## Politiska partier[4]
Dessa partier är de mest framträdande i Luxemburgs politik och är både aktiva som opposition och i regeringsbildning.
1. CSV (Christian Social People's Party) bildades 1944 och har varit det dominerande partiet inom Luxemburgs politik sedan partiets start. CSV har varit det största partiet vid nästan varje valtillfälle sedan 1944. Vid valet 2018 fick partiet 28,3 % av rösterna, vilket resulterade i 21 mandat i kammaren. Partiet stöder en ideologi där konservativa sociala värden och en social marknadsekonomi samt samhällelig stabilitet är centralt. Partiledare är Félix Eischen.
2. DP (Democratic Party) grundades 1955 och är det näst största partiet i Luxemburg. Partiet har tidigare haft samarbete med CSV, men idag är DP i en koalition med LSAP och De gröna. DP:s ideologi förespråkar liberalism och stöder fri marknadsekonomi, reglerad statlig inblandning och medborgerliga friheter. Vid valet 2018 fick partiet 16,9 % av rösterna, vilket motsvarar 12 mandat i kammaren. Partiledare är Corinne Cahen. Partiet är även omtalat för sin kamp mot HBTQ-rättigheter och migranträttigheter.
3. LSAP (Luxembourg Socialist Workers’ Party) är det tredje största partiet i Luxemburg. Partiet grundades först som Socialdemokratiska partiet 1902, men reformerades sedan som LSAP 1945 efter en lång period av uppdelningar. Partiet har styrt tillsammans med DP och De gröna sedan 2013. Partiet är det största vänsterpartiet med 17,6 % av rösterna 2018, vilket resulterade i 10 mandat i kammaren. LSAP stöder en socialdemokratisk politik som strävar efter jämlikhet och en statlig inblandning i ekonomin. Partiets stöd kommer främst från arbetarklassen i södra Luxemburg. Partiledare är Yves Crutches.
4. The greens är det fjärde största partiet i Luxemburg. Partiet bildades 1983 av en sammankomst av fredsprotestanter, miljökampanjer och påverkade socialister. Partiet är med i den koalition som skapades 2013 med DP, LSAP. Partiet har en liknande ideologi som LSAP, en socialdemokratisk välfärdspolitik. Deras nuvarande prioriteringar fokuserar på ekologisk skattereform och förbättrade rättigheter och jämställdhet för migranter. Partiet arbetar också för en hållbar samhällsutveckling. De gröna fick 15,1 % av rösterna i valet 2018, vilket gav partiet 9 platser i kammaren. Partiets ledare är Djuna Bernard och Meris Šehović.